# Mirapecten boutetorum
Mirapecten boutetorum is een tweekleppigensoort uit de familie van de Pectinidae. De wetenschappelijke naam van de soort is voor het eerst geldig gepubliceerd in 2011 door Dijkstra.